# Gynacantha sextans
Gynacantha sextans – gatunek ważki z rodziny żagnicowatych (Aeshnidae). Występuje w Afryce Subsaharyjskiej i jest szeroko rozprzestrzeniony. Opisał go Robert McLachlan w 1896 roku w oparciu o dwa okazy samców odłowione w Kamerunie na Mongo-ma-Lobah (lokalna nazwa wulkanu Kamerun).